# Moluques
Les illes Moluques, també Maluques o Maluco al mapa de Teixeira —en indonesi, Kepulauan Maluku— són un arxipèlag d'Indonèsia i conformen la part més oriental d'Insulíndia. Se situen a la placa continental australiana, a l'est de Cèlebes, a l'oest de Nova Guinea i al nord de Timor. L'arxipèlag limita al nord amb l'oceà Pacífic i al sud amb les mars de Timor i d'Arafura, i les seves aigües interiors inclouen les mars de Seram, Banda, Halmaherade les Moluques. Les illes també foren conegudes històricament com a «illes de les Espècies» per xinesos i europeus. Tot i que amb aquesta denominació també es coneixien altres illes a part d'aquestes, les moluques van ser sempre l'origen de la ruta de les espècies i l'objectiu principal dels viatges de descoberta.

## Geografia
Ocupen la part est d'una important regió biogeogràfica situada entre Indonèsia i l'illa de Nova Guinea, anomenada Wallacea. Es consideren també com a part de la regió de Melanèsia. Són ubicades al conegut Cinturó de foc del Pacífic, de manera que freqüentment són afectades per moviments sísmics.
La major part de les Moluques són muntanyoses, amb alguns volcans actius, i tenen un clima humit. La vegetació de les illes més petites i estretes, molt influïda pel mar, és molt frondosa, i inclou diversos tipus de selva tropical, sago, arròs i espècies com la nou moscada o el clau, entre d'altres. D'origen melanesi, la majoria de la població de les illes, especialment la de les petites illes Banda, fou delmada al segle xvii La segona gran influència ha estat la de la immigració malaia, que es va iniciar al començament del segle xx sota la dominació neerlandesa i ha continuat sota l'administració indonèsia.

## Fauna i flora
La seva flora i fauna són molt similars a les trobades a les Illes menors de la Sonda i comparteixen elements amb Nova Guinea i Austràlia. L'atomització de la regió en illes de poca superfície separades per fosses marines d'extrema profunditat han dificultat el pas migratori de la fauna, de manera que les espècies endèmiques són nombroses. Encara que grans àrees de les illes hagin estat declarades reserves naturals, la pressió del desenvolupament humà en aquests territoris tan reduïts fa perillar cada vegada més els seus fràgils ecosistemes. 

## Administració
Políticament, les Moluques van formar una única província d'Indonèsia entre 1950 i 1999. Aquell any, se'n va separar la regència o districte de les Moluques Septentrionals (Maluku Utara) i es va constituir també com a província, de manera que ara les illes es divideixen administrativament en dues províncies, Moluques (Maluku) i Moluques Septentrionals. En època recent han estat escenari de conflictes ètnics entre musulmans i cristians.
Des del 1950 fins al 1999, totes les illes Moluques formaven una sola província d'Indonèsia, però el 1999 la part nord es va constituir com a província de les Moluques Septentrionals (Maluku Utara) mentre la resta de les Moluques mantindria el nom de la província de Moluques, Maluku.
Les principals illes de la província de Moluques Septentrionals són Halmahera, Tobalai, Ternate, Tidore, Bacan, i Sula. Les principals illes de la província de Moluques són Ambon, Buru, Ceram, Aru, Babar, Kai, Tanimbar i Liran.

## Economia

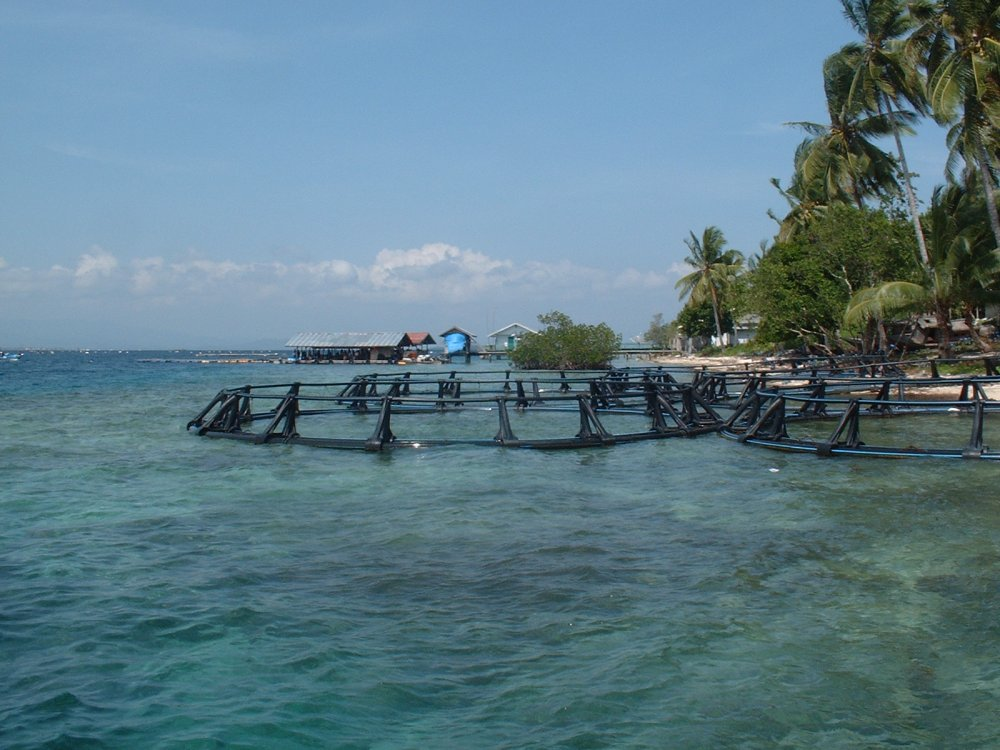
Granja de perles cultivades en Ceram

. L'economia es basa en els productes de la mar, però també contribueixen l'explotació del níquel i el manganès, l'oli i la fusta. Un altre dels sostenidors de la seva economia és el turisme, encara que s'ha vist fortament entorpit pels conflictes religiosos dels últims anys del segle xx.
La forma més comuna d'arribar a les illes és per via aèria, però la comunicació entre les illes es fa principalment per mar. Aquesta província compta amb 25 aeroports i 79 ports, però només 4 km de carreteres.

## Població
Els pobladors de les Moluques són una barreja d'austronesis,  indonesis, malais i papuesos. Moltes de les persones de les illes presenten així mateix orígens portuguesos com a conseqüència de la colonització.

## Religió
Els àrabs hi van introduir l'islam des de l'Illa de Java al segle xv. El catolicisme va aparèixer al segle següent amb les missions portugueses. Segons les estadístiques oficials, el 55% de la població de les illes Moluques era musulmana l'any 2000.
Una guerra civil i religiosa va esclatar el 1998 entre cristians i musulmans, amb gran quantitat de morts en massacres, que va provocar la intervenció de la comunitat internacional l'any 2000.

## Història
Abans del segle xiv, mercaders indis, àrabs i xinesos visitaven aquestes illes per comprar les espècies amb les que, quasi exclusivament, van proveir Europa mitjançant la ruta de les espècies, una ruta natural a través de l'Orient Mitjà, que en quedar tancada amb la caiguda de l'Imperi Romà d'Orient en mans dels turcs, va forçar l'exploració d'una ruta marítima al voltant de l'Àfrica donant pas a l'era dels descobriments.

### Seglexvi: Portugal, Espanya i la guerra de les espècies

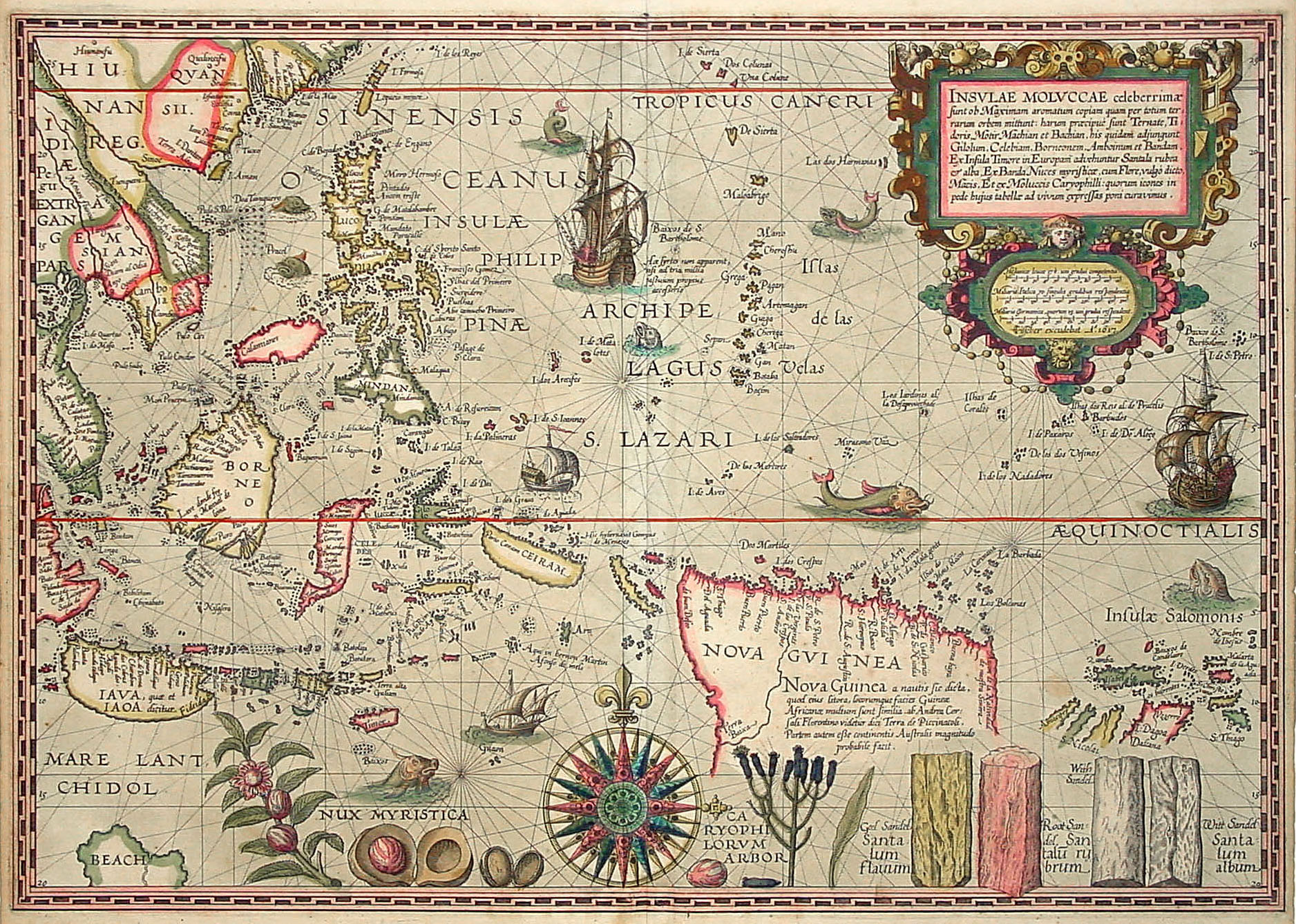
Mapa de les Moluques (de les espècies) de Petrus Plancius, 1592.

Els portuguesos van descobrir les illes el 1512 al comandament de Francisco Serrão (els espanyols aspiraven al control de les Moluques des d'Occident, els portuguesos des d'Orient). Els portuguesos van establir una primera fortalesa a l'illa de Ternate.
El 1519 Fernão de Magalhães va començar l'aventura d'arribar a les Moluques navegant per occident, situades més enllà del límit del Tractat de Tordesillas de 1494, en un assaig de demostrar que aquestes illes pertanyien a Espanya i no a Portugal. El 1521 Magalhães va travessar el pas interoceànic que porta el seu nom, a l'extrem sud d'Amèrica i va fer camí cap al nord-oest. L'expedició espanyola va tocar terra en diverses de les illes avui conegudes com a les Filipines, enfrontant-se en moltes d'elles amb els indígenes. En un d'aquests enfrontaments va morir Magalhães i el seu segon, Juan Sebastián Elcano va reeixir en completar el viatge. Va arribar a les illes Moluques a final de 1521. Va tornar a Espanya el 1522 des de les Moluques (un cop els portuguesos van alliberar els vaixells Victòria i Trinidad que havien capturat) i així va completar la volta del món navegant sempre cap a l'oest.
Temps després Elcano va tornar a les Moluques, acompanyant l'expedició de García Jofre de Loaisa, el nou capità general i governador de les Moluques. Els espanyols van crear un fort a l'illa de Tidore, però els portuguesos, encapçalats per Jorge de Meneses, van desembarcar a l'illa i van derrotar els espanyols el 1529, que van haver de retirar-se:

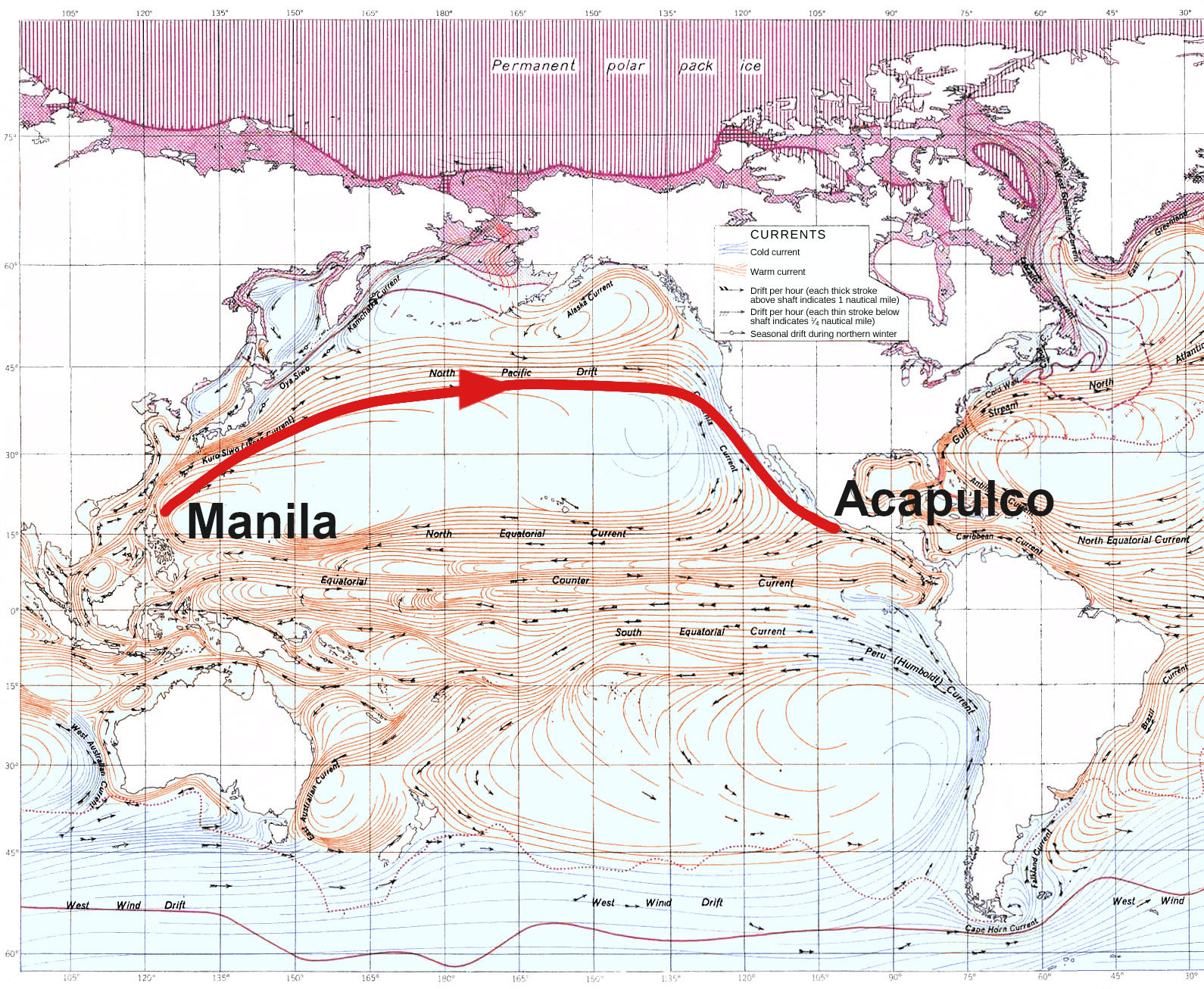
Ruta del tornaviatge de Manila, Filipines a Acapulco, Mèxic

| «                                                        | «Don Jorge de Meneses, que estava al comandament de les Moluques, va enviar una força a Tidore contra els espanyols; però en el Caminho .... reunir una important força aliada [indígena] ... i amb aquest petit nombre de portuguesos [120 homes escollits, segons els cronistes Barros i Castanheda], Meneses va desembarcar a Tidore, on va derrotar els espanyols [una guarnició de 43 homes, d'acord amb Castanheda, que defensaven els murs de la capital reial de Tidore] i les tropes de Tidore, obligant als primers a retirar-se cap a l'interior de la seva fortalesa, després de perdre sis homes, dos dels quals van morir i quatre van ser capturats [l'artilleria va ser abandonada i 50 indígenes morts]. Llavors, Meneses va atacar i va prendre la ciutat de Tidore, que va ser saquejada i incendiada; de seguida va envestir la fortalesa espanyola [que tenia 6 peces d'artilleria pesada i 25 canons de ferro] i va intimar la rendició al comandant espanyol, Fernando de Torre. No podent resistir més, el capità espanyol va acceptar retirar-se de Tidore fins a la ciutat de Camafo [a la llunyana costa oriental de l'illa de Geilolo], comprometent-se a no hostilitzar els portuguesos ni els seus aliats, ni comerciar amb cap illa productora de clavell d'espècie. Després d'això, el rei de Tidore va haver de pagar tribut als portuguesos, i Meneses va tornar victoriós a Ternate [en possessió de dos galiotes espanyoles i una portuguesa que havia estat capturada, així com de totes les espècies emmagatzemades pels espanyols]. » | » |
| — A General History and Collectio of Voyages and Travels | |   |

El tractat fixava les esferes d'influència de Portugal i Espanya a 297,5 llengües a l'est de les Moluques. Aquesta línia de demarcació es trobava per tant prop del meridià 135º.
El 1529, després de quatre anys sense arribar a un acord, Espanya va signar el tractat de Saragossa renunciant a uns hipotètics drets sobre les Moluques (que com les Filipines estàn en el costat portugués) a canvi de 350.000 ducats d'or, posant fi a la primera etapa de la navegació espanyola pel Pacífic. A més a més, el pacte incloïa una clàusula per la qual el Rei d'Espanya podia invalidar-lo a canvi de tornar el pagament portuguès.
Felip II va determinar que calia explorar la ruta des de Mèxic a les illes Moluques i va encarregar una expedició de dues naus a Luis de Velasco, segon virrei de Nova Espanya, i al frare agustí Andrés de Urdaneta, que era familiar de Miguel López de Legazpi, i que ja havia navegat per aquestes mars. La carta en què el Rei demana a Urdaneta que se sumi a l'expedició diu així:
| « | El rei: Devot Pare Fra Andrés d'Urdaneta, de l'orde de Sant Agustí: He estat informat que vós sent seglar vau ser a l'Armada de Loaysa i vareu passar a l'estret de Magallanes i a la Especieria, on vau estar vuit anys al nostre servei. I perquè ara Hem encarregat al senyor Luis de Velasco, el nostre Virrei d'aquesta Nova Espanya, que envii 2 navilis al descobriment de les illes de Ponent, cap als Malucos, i els ordeni el que han de fer d'acord amb la instrucció que és li he enviat; i perquè segons de molta notícia que dieu que teniu de les coses d'aquella terra, com enteneu bé, la navegació della i ser bon cosmògraf, seria de gran efecte que vós fóssiu en aquests navilis, així per a tota aquesta navegació com per a servei de Déu nostre Senyor i el nostre. Jo vós prec i encàrrec que aneu en aquests navilis i feu el que per la dita Virrei us sigui ordenat, que a més del servei que fareu a Nostre Senyor jo seré molt servit, i manaré tenir compte amb això perquè rebeu mercè en el que hagués lloc. De Valladolid a 24 de Setembre, any de 1559 . Jo el Rei | » |

Després del tractat de Saragossa comença la segona etapa de la penetració espanyola a l'oceà Pacífic. Les expedicions, organitzades ja des de Nova Espanya (Mèxic) tenen ara dos objectius: l'establiment d'una base permanent a l'arxipèlag filipí i l'obertura d'una ruta de retorn que connecti banda i banda del Pacífic. Amb cada expedició cap a l'oest, es dibuixen noves illes i camins. La ruta de retorn trigarà encara a arribar. Miguel López de Legazpi compleix amb l'encàrrec rebut i sanciona el control espanyol de les illes Filipines, anomenades així en honor del monarca espanyol. El seu inicial assentament serà aviat suplantat per la ciutat i port que vindran a centralitzar les possessions espanyoles a l'Orient durant uns quants segles: Manila.

### Seglesxvii, xviiiixix: la Companyia Neerlandesa de les Índies Orientals

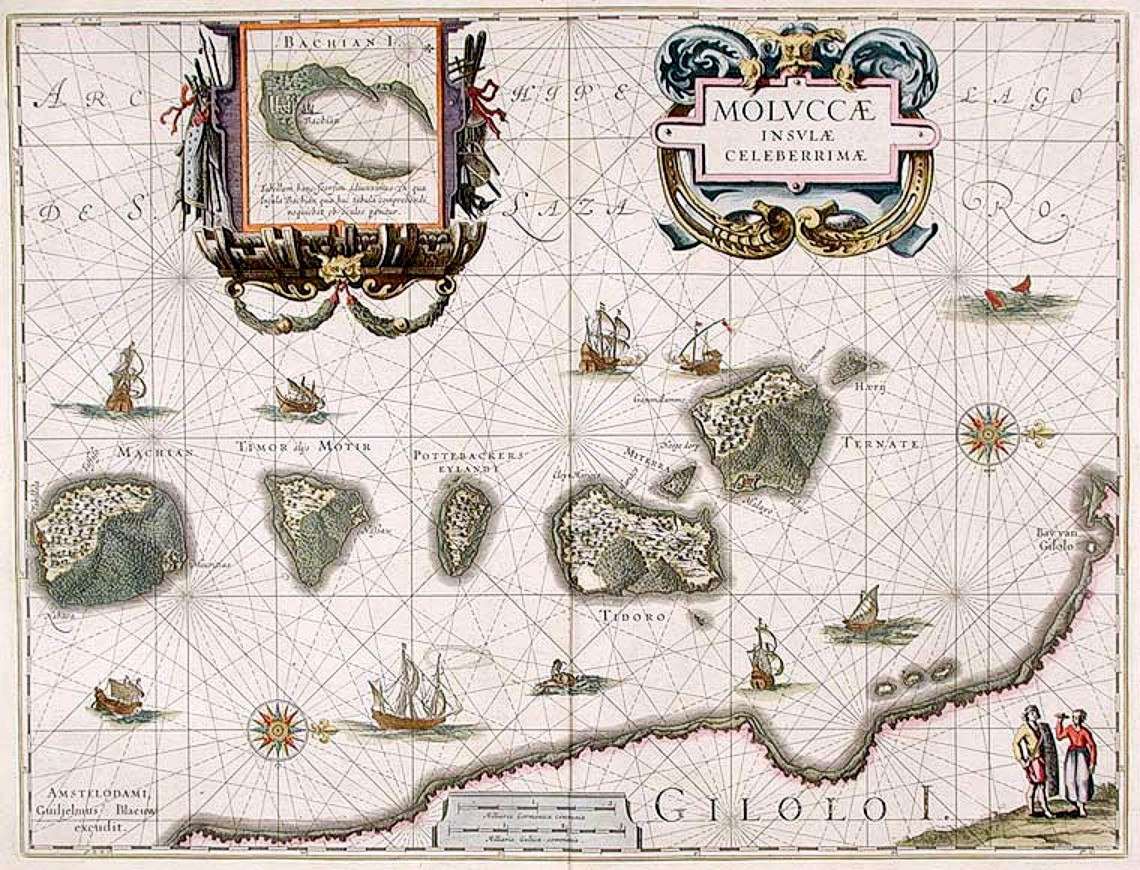
"Moluccæ insulae Celeberrimæ". Mapa de Blaeu de les Moluques, que va aparèixer per primera vegada en 1630 en el Atlantis Appendix. Va ser el primer mapa detallat a gran escala de les illes en aquest moment neerlandeses. Mostra la naturalesa boscoses de les illes i els forts de recent construcció. El requadre mostra el mapa de l'illa de Batjan. La decoració de les vores mostra els instruments d'un marí en un costat i l'altre els instruments de la guerra. Hi ha diversos vaixells europeus i asiàtics, així com un parell de monstres marins. Hi ha una batalla al mar prop de Ternate, on els neerlandesos van derrotar els portuguesos.

També anglesos i neerlandesos van tenir pretensions sobre les illes, tenint en compte que ja es trobaven al gran continent insular, Oceania.
El 1599 va arribar a les Moluques la Companyia Neerlandesa de les Índies Orientals, que va començar a prendre possessió de terres i poblats amb la força que dona el terror, arrasant tot el que enemic se li oposés. Cada intent de rebel·lió era salvatgement reprimit. Tal era el terror dels habitants que estaven disposats a matar ells mateixos als seus líders per aplacar la ira de l'invasor. El 1655, els habitants de Kelan van capturar i van oferir als neerlandesos el Príncep de Ternate per a poder salvar la seva ciutat. La ciutat va ser salvada, però els habitants van patir les conseqüències amb la pèrdua de la seva llibertat.
El 1575, els indígenes islamitzats de Ternate van expulsar els portuguesos d'aquesta illa, però el 1606 una expedició espanyola (en aquest moment, Portugal era governada pel rei espanyol Felip III) va capturar la fortalesa de Ternate, que estava llavors en poder dels neerlandesos.
El 1663 els espanyols van deixar les illes en abandonar la seva última fortalesa a Tidore a les Moluques del nord.
Els anglesos van ocupar breument les Moluques durant les guerres napoleòniques, però van ser restaurades al règim neerlandès el 1814 i fins 1863 van mantenir el cultiu de les espècies en forma obligada.

### Història contemporània
Les illes Moluques, que formaven part de les Índies Orientals Neerlandeses van ser envaïdes pel Japó en la Segona Guerra Mundial. Dos dies després de la rendició del Japó el 1945, Sukarno, un influent líder nacionalista, va declarar la independència i va ser nomenat president.
Els Països Baixos van tractar de restablir el control sobre el país, donant lloc a una lluita armada i diplomàtica que va acabar al desembre de 1949, quan, davant la pressió internacional, els neerlandesos van reconèixer formalment la independència de tota Indonèsia, país en el qual hi ha les Moluques avui dia.